# Sa Cudia Cremada
Sa Cudia Cremada (vollständiger Name Poblat talaiòtic de sa Cudia Cremada, „Talaiotisches Dorf von sa Cudia Cremada“) ist eine archäologische Ausgrabungsstätte, die nach dem gleichnamigen Landstrich am Rande von Maó, der Hauptstadt der Baleareninsel Menorca, benannt ist.
Die archäologischen Überreste dieser Stätte gehören zur Talayotischen Kultur, die in der Bronze- und Eisenzeit ihren Höhepunkt erreichte. Archäologische Oberflächenfunde belegen die römische Besatzung Menorcas im zweiten und ersten Jahrhundert vor Christus. Die zahlreichen gefundenen islamischen Tonfragmente deuten darauf hin, dass die Siedlung von Sa Cudia Cremada noch im Mittelalter bewohnt war.
Im Jahr 2015 hat eine auf fünf Jahre angelegte Grabungskampagne begonnen. Das talayotische Dorf von Cornia Nou liegt ca. 800 m weiter westlich.

## Funde
Die Stätte ist in einem hervorragenden Zustand und verfügt über einige gut erhaltene Reste von Bauwerken. Die wichtigsten davon sind drei Talayots, dickwandige Türme in zyklopischer Bauart, die Ummauerung der Opferstätte, mehrere Gräber, eine Grube, die wahrscheinlich als Lager für Waren benutzt wurde, wie auch einige Teilstücke einer megalithischen Mauer.
Das Fundament des östlichsten Talayots ist oval und hat einen Durchmesser von 19 m. Seine geneigte Fassade ist nach Süden gerichtet und hat einen Zugang zu einer zentralen Kammer, deren Dach, bestehend aus großen Steinplatten, teilweise erhalten ist. Die Reste der Siedlung befinden sich ca. 200 m entfernt von diesem Turm und verfügen über einen weiteren ovalen Talayot mit einem Durchmesser von 20 m und einer maximalen Höhe von 5 m. Die nach Süden gerichtete Fassade des Turms beinhaltet Stufen, die man auch bei ähnlichen Bauwerken in solchen Fundstätten antrifft, z. B. im Talayot von Sa Cornia Nou. Hier wurde noch dazu eine weitere, 1,5 m hohe angebaute Mauer gefunden.
Der dritte Talayot ist etwas kleiner, hat ein kreisförmiges Fundament und den Zugang zur zentralen Kammer, die heute mit dem Schutt des Mauerwerks des Turms zugeschüttet ist. An der Nordfassade des Talayots ist ein rechteckiges Mauerwerk zu erkennen, dessen Funktion noch nicht geklärt werden konnte.
Das wichtigste Bauwerk der gesamten Siedlung befindet sich in der Nähe dieses dritten Talayots. Es war die Opferstätte der Siedler, oder besser gesagt, die Ummauerung der Taula in Form einer Apsis. Dieses Mauerwerk wurde in zyklopischer Bautechnik gebaut, die Richtung zeigt nach Süden und die Fassade ist leicht gewölbt (konkav). In der Apsis befand sich die Taula, ein T-förmiges Monument, bestehend aus zwei Steinen und typisch für den religiösen Kult auf Menorca. Die im Jahr 2015 begonnenen Ausgrabungen haben die Reste des wahrscheinlich absichtlich zerbrochenen tragenden Steins der Taula freigelegt.
Die anderen gut erhaltenen baulichen Strukturen sind: Teile von megalithischen Mauern, die von Osten nach Westen verlaufen; eine tiefe Grube, die mit einer Steinplatte verdeckt ist, verschiedene Gräber und von Menschenhand erschaffene Höhlen, die teilweise in den Fels gehauen wurden und als kollektives Grab dienten.

Ansichten von Sa Cudia Cremada
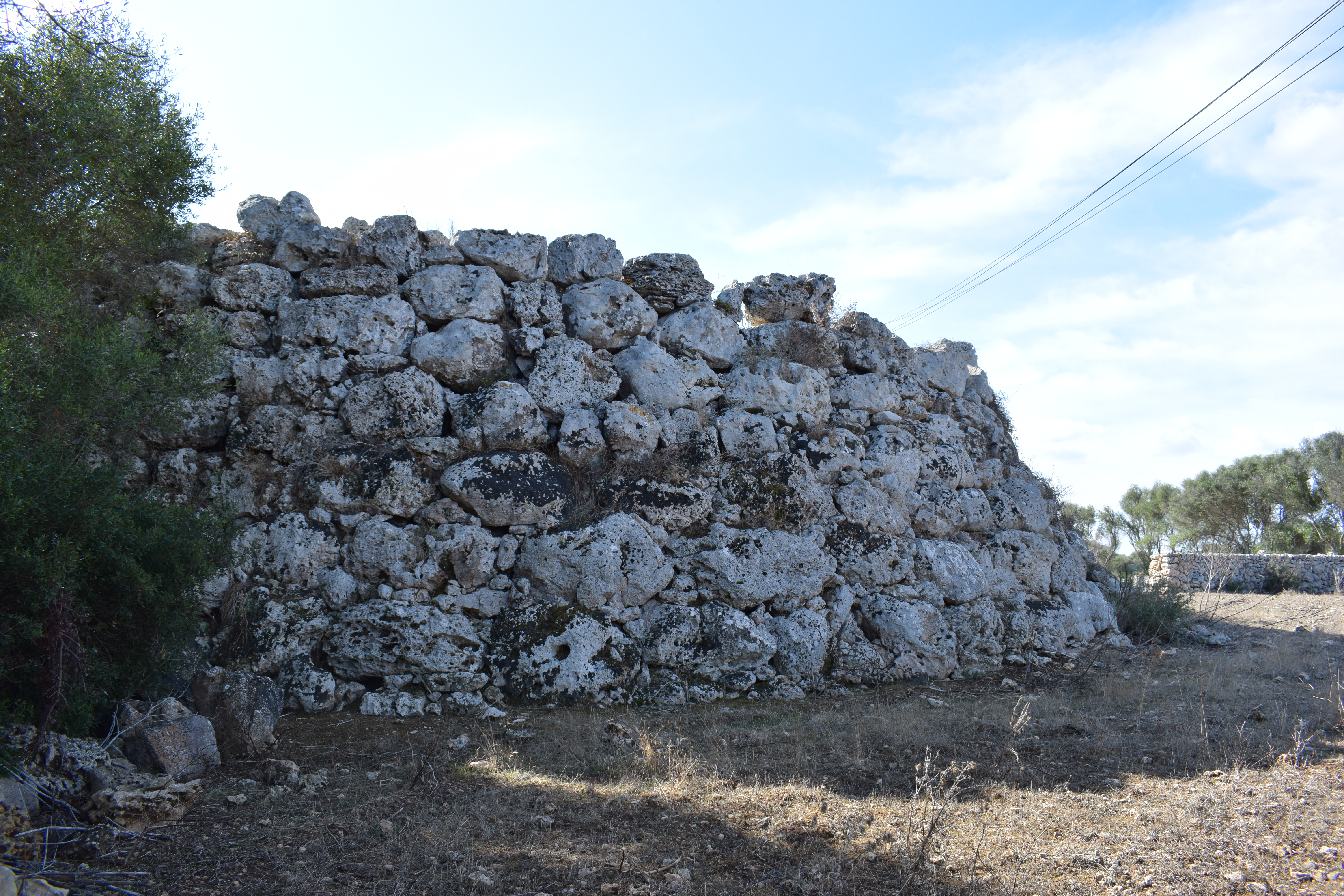
Talayot
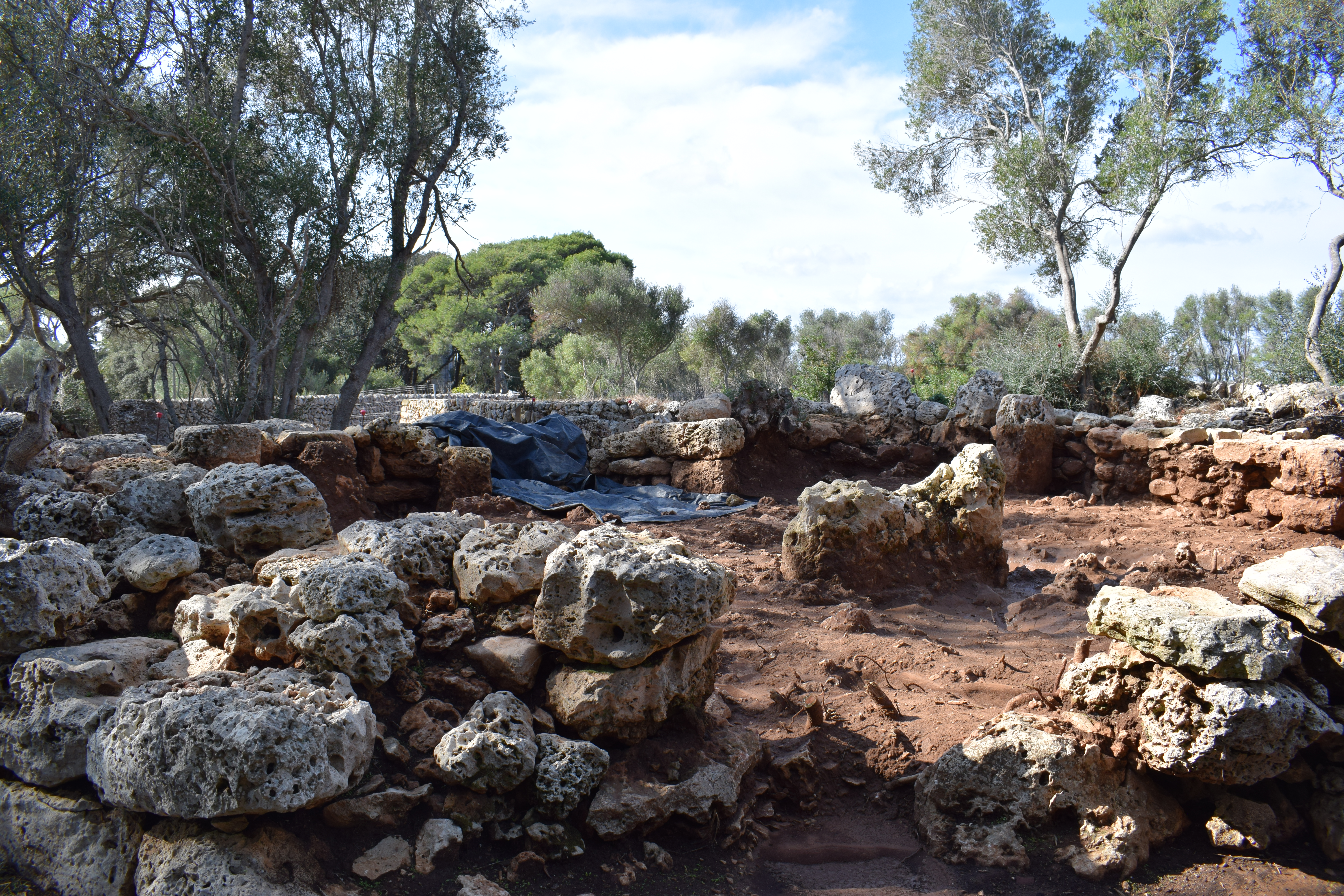
Taula-Kultstätte
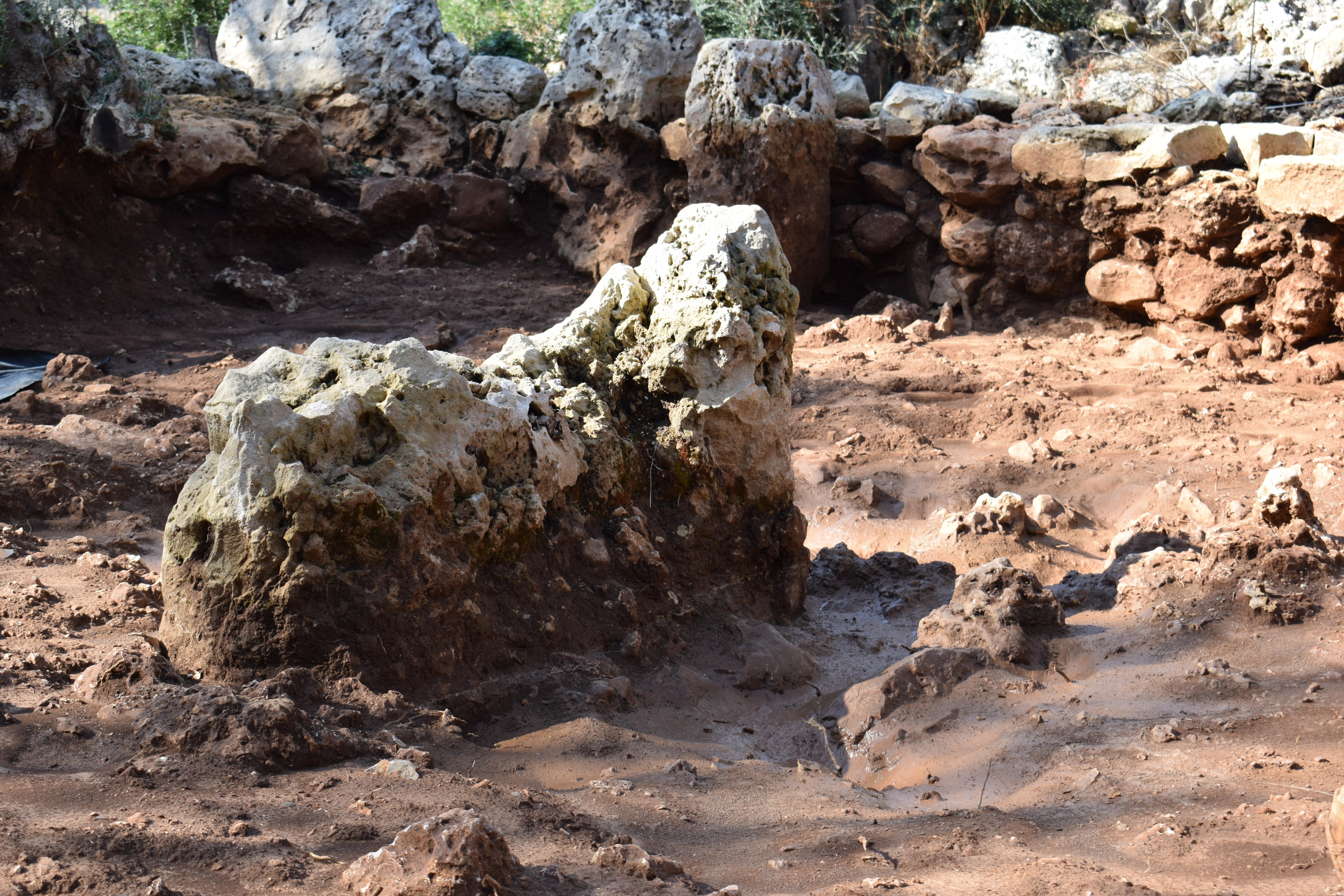
Reste der Taula
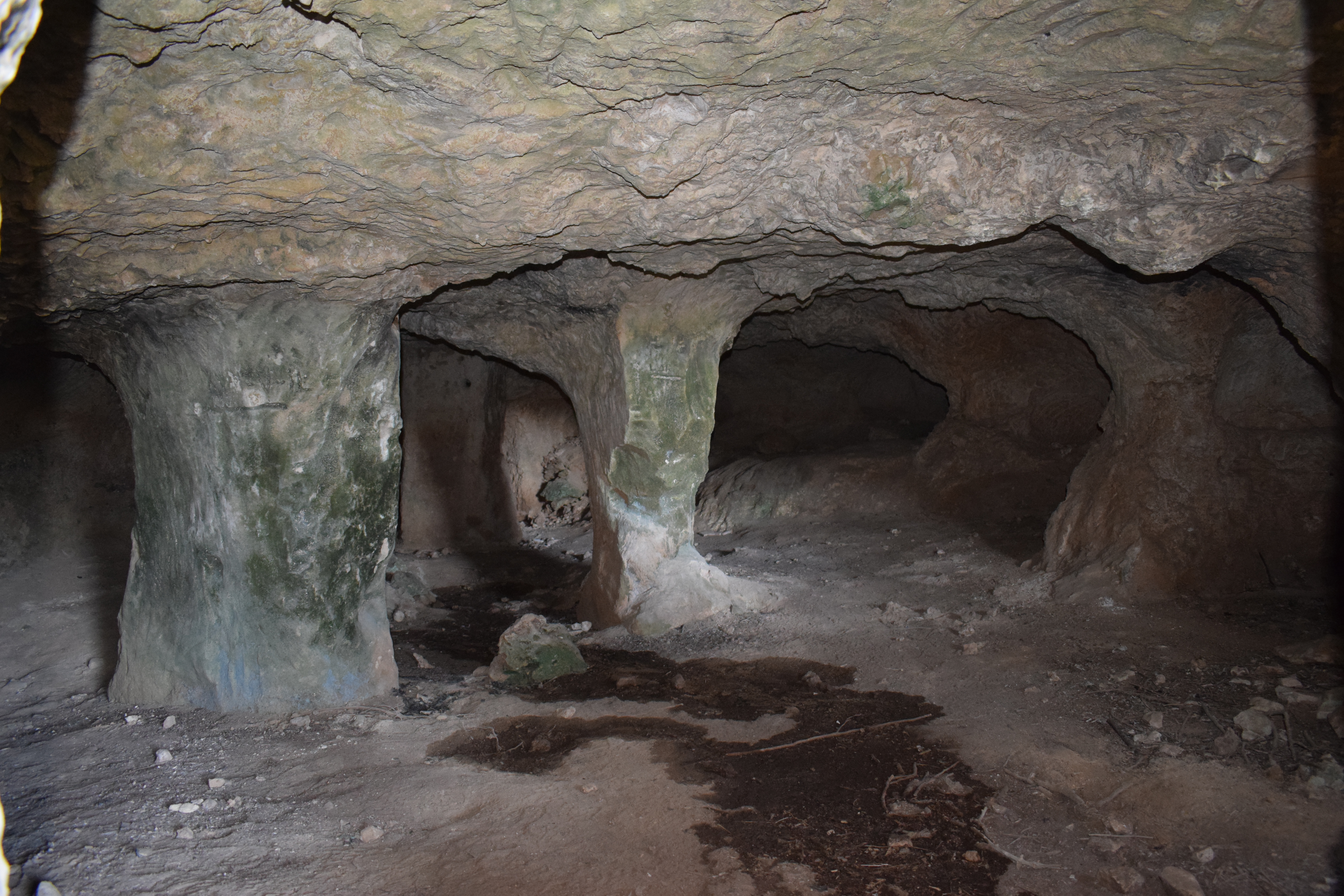
Inneres eines Hypogäums
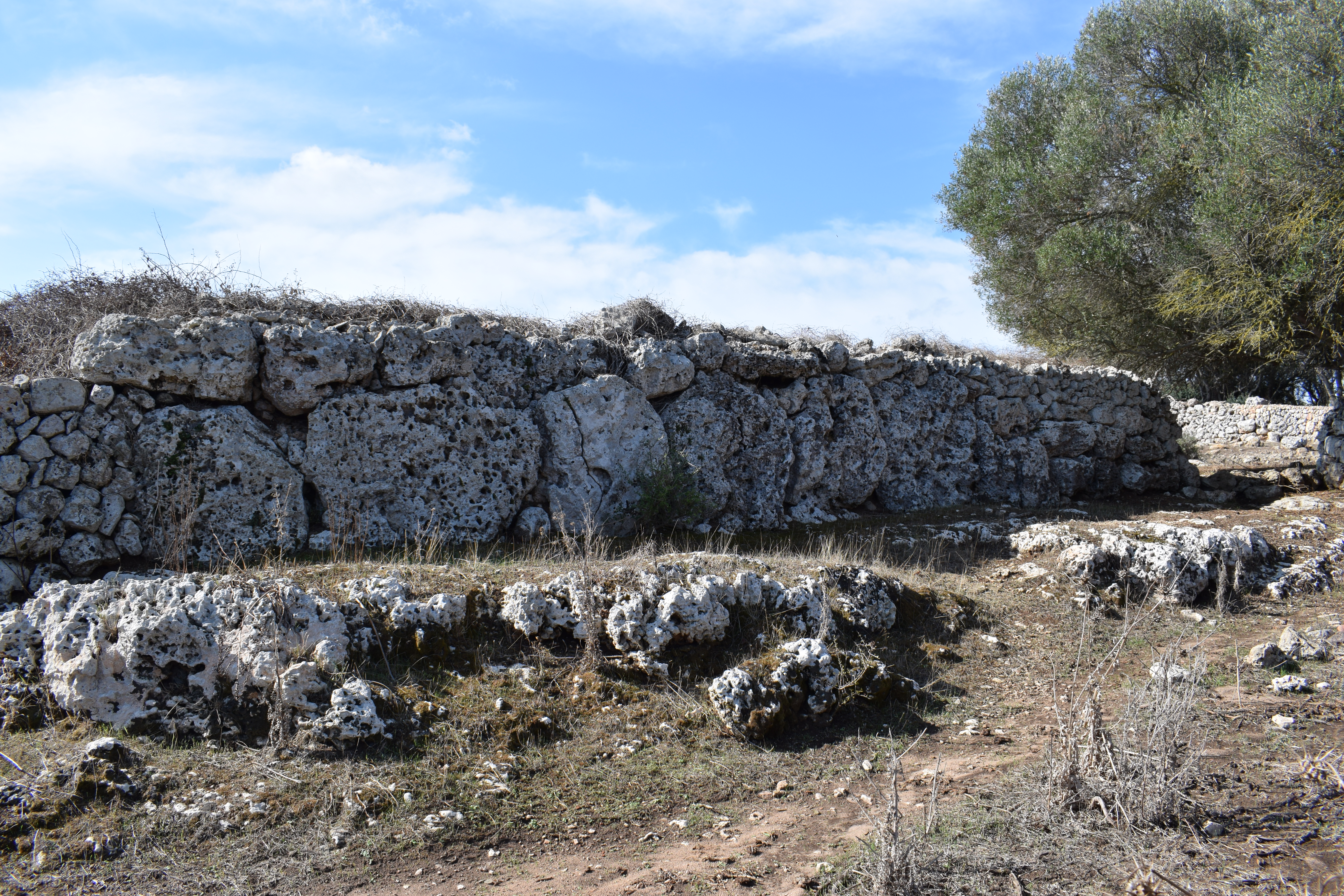
Zyklopenmauer

## Nominierung für Weltkulturerbeliste
Sa Cudia Cremada gehört zu den 32 archäologischen Stätten, die Spanien am 14. Januar 2016 als „Talayotische Kultur Menorcas“ offiziell für eine Aufnahme in die UNESCO-Liste des Welterbes vorschlug. Das Welterbekomitee stellte den Antrag auf seiner 41. Sitzung im Juli 2017 zurück und forderte Nachbesserungen. Zu den 24 Stätten die 2023 als „Talayotisches Menorca“ Weltkulturerbe wurden, gehört Sa Cudia Cremada nicht.